# Lepidopilidium gracilifrons
Lepidopilidium gracilifrons är en bladmossart som beskrevs av Brotherus 1907. Lepidopilidium gracilifrons ingår i släktet Lepidopilidium och familjen Hookeriaceae. Inga underarter finns listade i Catalogue of Life.